# Öjsjön, Dalarna
Öjsjön är en sjö i Malung-Sälens kommun och Älvdalens kommun i Dalarna och ingår i Dalälvens huvudavrinningsområde. Sjön har en area på 3,83 kvadratkilometer och ligger 444,1 meter över havet. Sjön avvattnas av vattendraget Ösjöån. Vid provfiske har bland annat abborre, gädda, mört och sik fångats i sjön.

## Delavrinningsområde
Öjsjön ingår i det delavrinningsområde (682456-135720) som SMHI kallar för Utloppet av Öjsjön. Medelhöjden är 465 meter över havet och ytan är 14,59 kvadratkilometer. Det finns ett avrinningsområde uppströms, och räknas det in blir den ackumulerade arean 32,6 kvadratkilometer. Ösjöån som avvattnar avrinningsområdet har biflödesordning 4, vilket innebär att vattnet flödar genom totalt 4 vattendrag innan det når havet efter 499 kilometer. Avrinningsområdet består mestadels av skog (63 procent). Avrinningsområdet har 3,82 kvadratkilometer vattenytor vilket ger det en sjöprocent på 26,2 procent.

## Fisk
Vid provfiske har följande fisk fångats i sjön:
- Abborre
- Gädda
- Mört
- Sik
- Siklöja